# Antoinette von Sachsen-Coburg-Saalfeld

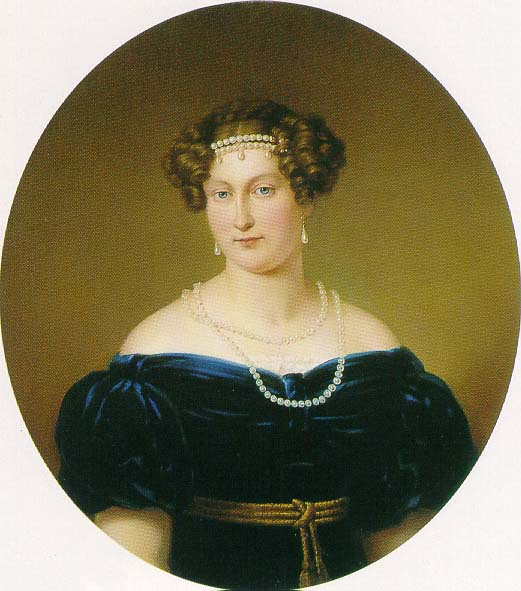
Porträt von Prinzessin Antoinette von Sachsen-Coburg-Saalfeld, spätere Herzogin von Württemberg

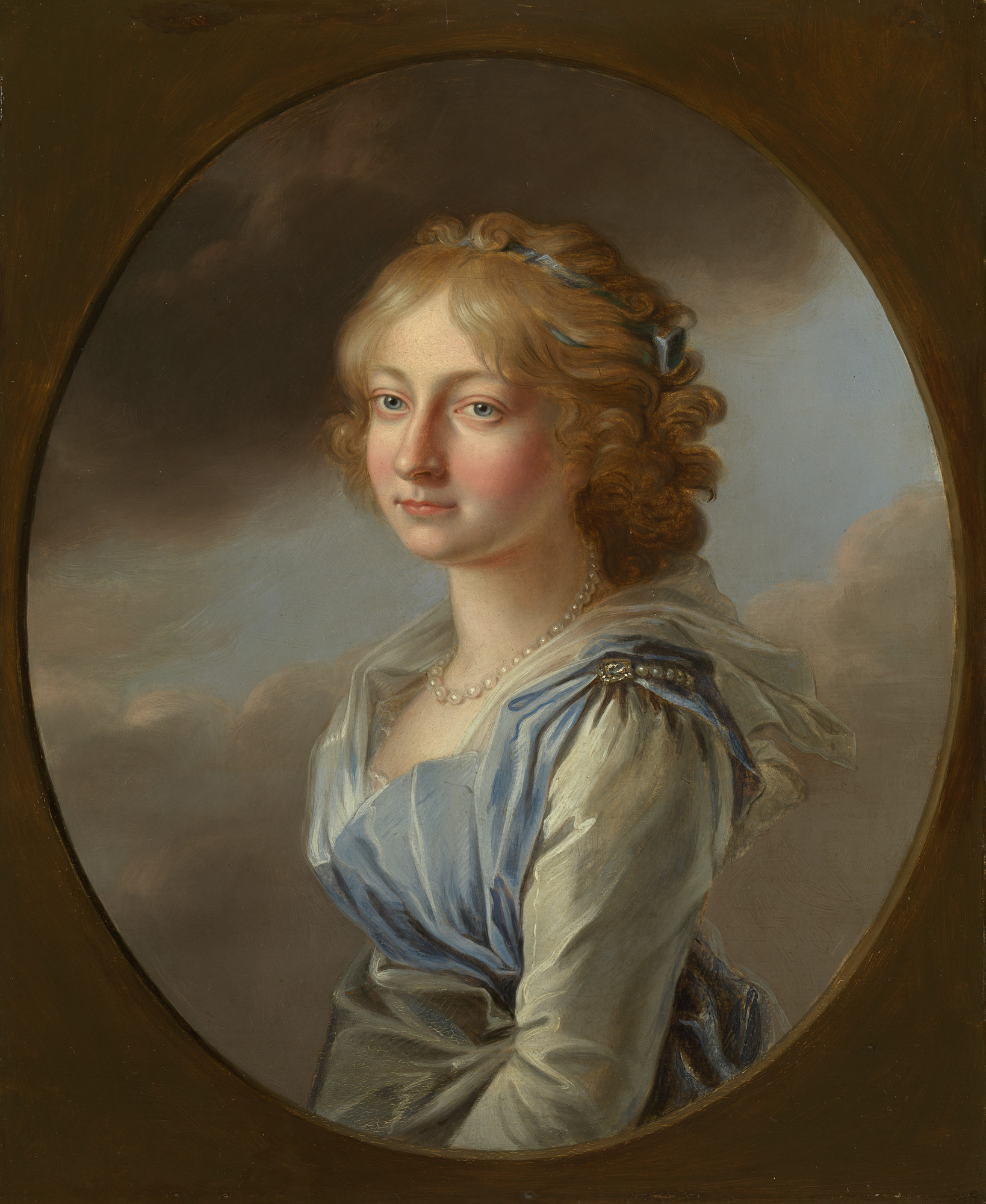
Porträt der Prinzessin Antoinette, Pastell, um 1796, Schloss Callenberg, Coburg

Antoinette Ernestine Amalie von Sachsen-Coburg-Saalfeld (* 28. August 1779 in Coburg; † 14. März 1824 in Sankt Petersburg) war eine Prinzessin von Sachsen-Coburg-Saalfeld. Sie ist die Stammmutter des heutigen, katholischen Hauses Württemberg.

## Leben
Antoinette war die zweite Tochter des Herzogs Franz von Sachsen-Coburg-Saalfeld (1750–1806) und seiner Ehefrau der Gräfin Auguste Reuß zu Ebersdorf (1757–1831), Tochter des Grafen Heinrich XXIV. Reuß zu Ebersdorf und seiner Frau Karoline Ernestine zu Erbach-Schönberg. Sie ist die ältere Schwester des belgischen Königs Leopold I. und die Tante der britischen Königin Victoria als auch ihres Prinzgemahls Albert.
Am 17. November 1798 heiratete Antoinette in Coburg den Prinzen Alexander Friedrich Karl von Württemberg (1771–1833), den siebten Sohn von Herzog Friedrich Eugen und dessen erster Ehefrau Prinzessin Friederike Dorothea von Brandenburg-Schwedt.
Das Paar lebte in Russland, wo ihr Ehemann als Onkel der Zaren Alexander I. und Nikolaus I.  eine militärische und politische Karriere verfolgte. Ihre Schwägerin war die damalige Zarin Maria Feodorowna. Antoinette, die als einflussreich galt, war Trägerin des Großkreuzes des kaiserlich-russischen Ordens der Heiligen Katharina. Sie wurde in der Fürstengruft von Schloss Friedenstein in Gotha bestattet, in der auch ihr Gemahl sowie die jung verstorbenen Söhne Paul und Friedrich ihre letzte Ruhestätte fanden.
Laut der Königin Luise von Preußen soll sie ein uneheliches Kind gehabt haben. Ihrem Bruder Georg schrieb sie am 18. Mai 1802: „[...] Die Württemberger hat ihren Sposa in 2 Jahren nicht gesprochen, hat sich aber ein Kind angeschnallt und der Papa ist ein Herr von Höbel, Domherr. Dies alles weiß ich vom Herzog von Weimar und ist heilig wahr.“

## Nachkommen
Aus ihrer Ehe hatte Antoinette folgende Kinder:
- Antoinette Friederike Auguste Marie Anna (1799–1860)

⚭ 1832 Herzog Ernst I. von Sachsen-Coburg und Gotha (1784–1844)
- Paul (1800–1802)
- Alexander Friedrich Wilhelm (1804–1881), russischer General

⚭ 1837 Prinzessin Marie Christine von Orléans (1813–1839)
- Ernst Alexander Konstantin (1807–1868), russischer General

⚭ 1860 Natalie Eschborn, ab 1860 „von Grünhof“ (1829–1905)
- Friedrich (1810–1815)